# 普雷雪倫廣場

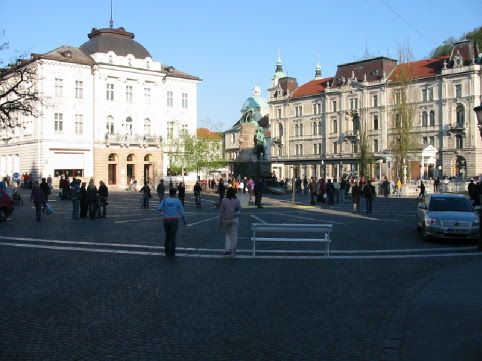
普雷雪倫廣場，左侧为中央藥店

普雷雪倫廣場是位於斯洛維尼亞首都盧比安納市中心的一座廣場及行人專用區。廣場中央建有斯洛維尼亞著名詩人弗蘭策·普列舍仁的銅像。廣場附近還有多座著名觀光地，如聖弗朗西斯科教堂、三橋、龍橋、議會廣場等，各舉辦過慶祝會、遊行示威、公演和盧比安納市園遊會。

## 历史
17世紀建成現有模樣。1895年大地震後改為四街連接點，1980年改為圓形的花崗岩道路。2007年曾進行大幅修建，該年9月變成行人專用區，只准有許可證的鄰近住客使用車輛。
46°03′05″N 14°30′21″E / 46.05139°N 14.50583°E